# Gran Premi de França del 1956
Resultats del Gran Premi de França de Fórmula 1 de la temporada 1956, disputat al circuit de Reims-Gueux l'1 de juliol del 1956.

## Resultats
| Pos | No | Pilot                          | Equip    | Voltes | Temps/ Retirada | Pos. de sortida | Punts |
| --- | -- | ------------------------------ | -------- | ------ | --------------- | --------------- | ----- |
| 1   | 14 | Peter Collins                  | Ferrari  | 61     | 2h 34' 23. 4    | 3               | 8     |
| 2   | 12 | Eugenio Castellotti            | Ferrari  | 61     | + 0.3 s         | 2               | 6     |
| 3   | 4  | Jean Behra                     | Maserati | 61     | + 1' 29.9 min.  | 7               | 4     |
| 4   | 10 | Juan Manuel Fangio             | Ferrari  | 61     | + 1' 35.1 min.  | 1               | 4     |
| 5   | 6  | Cesare Perdisa · Stirling Moss | Maserati | 59     | + 2 Voltes      | 13              | 1     |
| 6   | 36 | Louis Rosier                   | Maserati | 58     | + 3 Voltes      | 12              |       |
| 7   | 40 | Paco Godia                     | Maserati | 57     | + 4 Voltes      | 17              |       |
| 8   | 32 | Hernando da Silva Ramos        | Gordini  | 57     | + 4 Voltes      | 14              |       |
| 9   | 30 | Robert Manzon                  | Gordini  | 56     | + 5 Voltes      | 15              |       |
| 10  | 24 | Mike Hawthorn · Harry Schell   | Vanwall  | 56     | + 5 Voltes      | 6               |       |
| 11  | 34 | André Pilette                  | Gordini  | 55     | + 6 Voltes      | 19              |       |
| Ret | 42 | Andre Simon                    | Maserati | 41     | Motor           | 20              |       |
| Ret | 8  | Piero Taruffi                  | Maserati | 40     | Motor           | 16              |       |
| Ret | 44 | Olivier Gendebien              | Ferrari  | 38     | Embragatge      | 11              |       |
| Ret | 38 | Luigi Villoresi                | Maserati | 23     | Frens           | 10              |       |
| Ret | 16 | Alfonso de Portago             | Ferrari  | 20     | Caixa canvi     | 9               |       |
| Ret | 28 | Maurice Trintignant            | Bugatti  | 18     | Accelerador     | 18              |       |
| Ret | 2  | Stirling Moss                  | Maserati | 12     | Caixa canvi     | 8               |       |
| Ret | 22 | Harry Schell                   | Vanwall  | 5      | Motor           | 4               |       |
| NVS | 26 | Colin Chapman                  | Vanwall  |        | Accident        | 5               |       |

## Altres
- Pole: Juan Manuel Fangio 2' 23. 3

- Volta ràpida: Juan Manuel Fangio 2' 25. 8 (a la volta 61)